# Ecublens (Adelsgeschlecht)
Die Ecublens waren ein waadtländisches Adelsgeschlecht.
Das niederadlige Geschlecht Ecublens ist seit der Mitte des 12. Jahrhunderts im gleichnamigen Ort in der Waadt belegt. Sie waren vermutlich Ministeriale der Bischöfe von Lausanne. Den Höhepunkt seines Einflusses erreichte das Geschlecht Ende des 12. und Anfang des 13. Jahrhunderts, als sie je einen Bischof in den Bistümern Sitten und Lausanne stellten. Im 13. Jahrhundert spaltete sich die Familie in zwei Zweige. Ein Zweig sass in Ecublens VD und besass in der dortigen Kirche eine Grabstätte. Der andere Zweig, die Junker von Ecublens, waren Bürger von Lutry und hatten sich in Lausanne niedergelassen. Das Geschlecht erlosch zu Beginn des 16. Jahrhunderts.

## Familienmitglieder
- Nantelmus d’Ecublens († 1203), ab 1196 Bischof von Sitten
- Wilhelm von Ecublens (Guillaume d’Ecublens; † 1229), ab 1221 Bischof von Lausanne